# Pic à tête rousse
Celeus spectabilis
Espèce
Statut de conservation UICN

 LC  : Préoccupation mineure
Le Pic à tête rousse (Celeus spectabilis) est une espèce d'oiseaux de la famille des Picidae.
C'est un spécialiste de l'habitat que l'on trouve le plus souvent dans les peuplements de bambous ou d'Arundinaria, notamment le long des grandes rivières.